# لمینگتون، ورمونت
لمینگتون (به انگلیسی: Lemington) یک منطقهٔ مسکونی در ایالات متحده آمریکا است که در شهرستان اسکس، ورمانت واقع شده‌است.
 لمینگتون ۹۲٫۰ کیلومتر مربع مساحت و ۱۰۴ نفر جمعیت دارد و ۶۳۱ متر بالاتر از سطح دریا واقع شده‌است.